# コッヘム
コッヘム (独: Cochem)(コーヘム、コーヘンとも) はドイツ連邦共和国 ラインラント＝プファルツ州コッヘム＝ツェル郡の市で、同郡の郡庁所在地である。また、コッヘム連合自治体 (Verbandsgemeinde Cochem) の行政庁所在地となっている。
テレビアニメ、ヴァイオレット・エヴァーガーデンの舞台ともされている。

## 姉妹都市
- - アヴァロン(Avallon)（フランス、1966年）
- - マルメディ(Malmedy)（ベルギー、1975年）